# 盤蛇圖
盤蛇圖（Mehen），是出現於西元前三千年前古埃及前王朝時期的擲賽遊戲，版圖如同一條捲曲的蛇，途中若抵達某些特定格子有特別規定，類似的遊戲有鬣狗圖、賽鵝圖、升官圖。

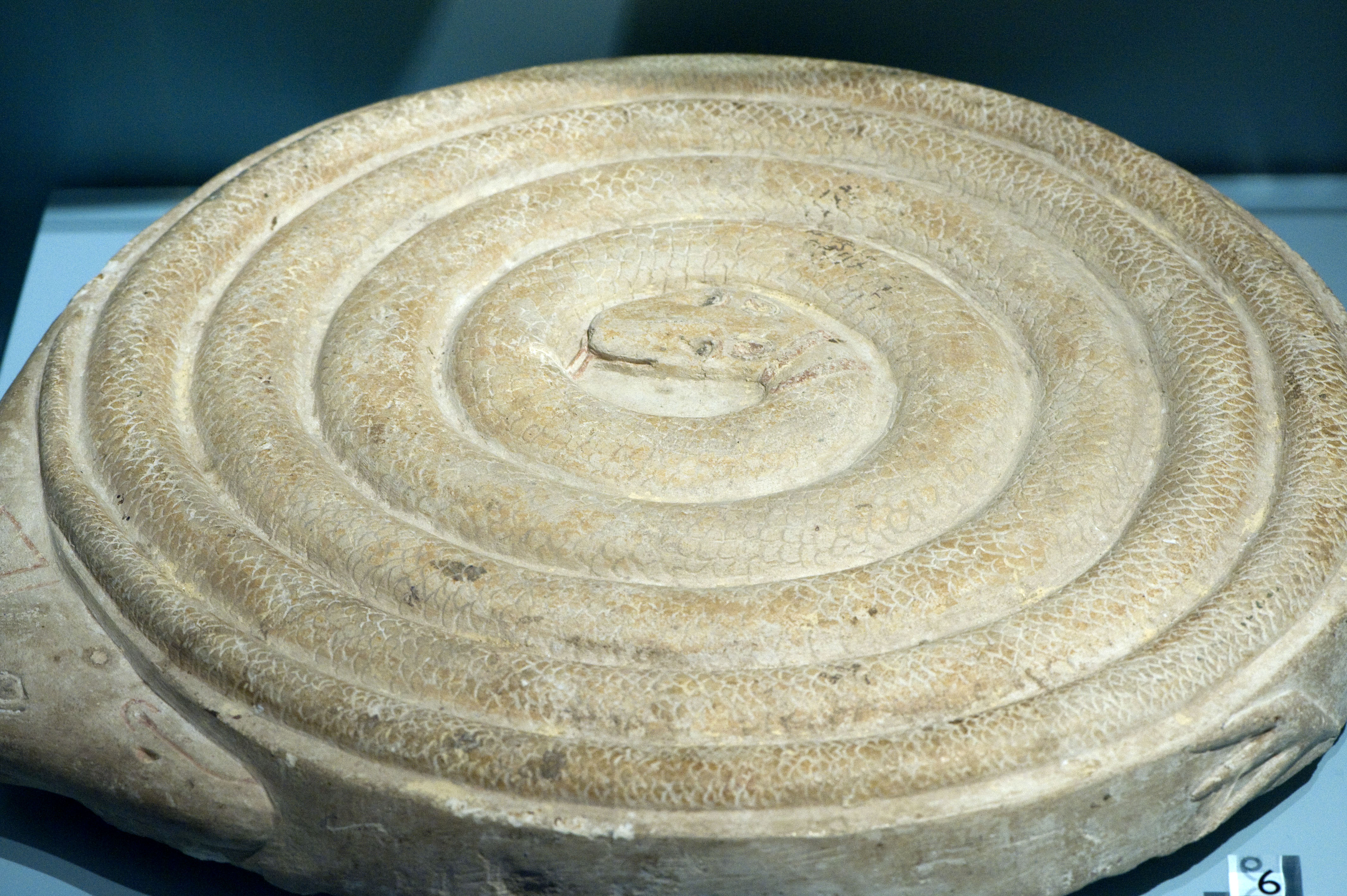
第五、第六王朝時的盤蛇圖

古埃及文為：
| m | H | n · W24 |

## 玩法
盘蛇图的规则与玩法没有被记录，但其应该是一种掷赛游戏，游戏目标是将棋子沿蛇形自蛇尾向蛇头移动。在埃及，盘蛇图的证据只被发现于墓葬中。这种游戏可能象征死者的灵魂（Ba）自蛇身迈罕的身体穿越地底世界到达往生的过程。此处可能伴随有太阳神拉。